# Hela Peters
Hela Peters (auch Peters-Ebbecke, * 28. Dezember 1885 in Schwedt/Oder; † 19. Januar 1973 in Bonn) war eine deutsche Malerin und Grafikerin.

## Leben
Die Tochter des Richters Friedrich Albert Emil Willibald Peters (1847–1926) erfuhr ihre künstlerische Ausbildung als Schülerin von Paul Narten (1855–1939) und Arthur Kampf in Berlin, bei Jean-Paul Laurens an der Académie Julian und bei Alois Kolb in Leipzig, wo ihr Vater am Reichsgericht tätig war. 1916 heiratete sie den Mediziner Ulrich Ebbecke, dessen Vater ebenfalls Richter am Reichsgericht war, und zog mit ihm nach Göttingen bzw. Bonn, wo Ebbecke an der Universität eine Professur für Physiologe übernahm.
Kinder- und Familienmotive wurden bald zum Markenzeichen der Künstlerin, die selbst Mutter von vier Kindern war. Mit ihren Gemälden war sie wiederholt in überregionalen Kunstausstellungen vertreten. In der Zeit des Nationalsozialismus war sie Mitglied der Reichskammer der bildenden Künste. Für diese Zeit ist ihre Teilnahme an zwölf großen Ausstellungen und 1937 an einer Ausstellung beim Leipziger Kunstverein mit Werken weiterer sechs Künstler, darunter Robert Sterl, sicher belegt.
Nach dem Krieg war Hela Peters-Ebbecke als Porträtmalerin gefragt, daneben entstanden Illustrationen für Kinderbücher sowie zahlreiche Vorlagen für Kunstpostkarten.